# Нервы
Нервы (укр. Нерви) — рок гурт з України, створений 2010 року в Києві вокалістом та гітаристом Євгеном Мільковським. 22 травня 2012 року в Москві відбувся дебют альбому «Всё, что вокруг». Гурт гастролював Росією, Україною, Білоруссю та Казахстаном. Кілька композицій гурту використовуються як саундтреки до російських серіалів «Физика или химия», «Универ», «Закрытая школа», «Чемпионки», «Ангел или демон» і «Физрук».

## Історія
Гурт засновано Євгеном Мільковським 2010 року, 1 березня 2011 гурт випустив кліп «Батареи». 27 квітня відбулася прем'єра кліпу «Нервы», 27 травня опубліковано дебютну режисерську роботу Мільковського — кліп «Радиоволна». 3 жовтня вийшов кліп «Глупая». 4 листопада — «Курим». 15 грудня — «Кофе — мой друг».
На початку 2012 року «Нервы» почали проводити концерти в Росії. 2012 року гурт було номіновано на Премію Муз-ТВ в категорії «Прорив року», але в ній переміг Макс Барських. У вересні 2012 гурт було номіновано на премію MTV Europe Music Awards в категорії «Найкращий російський виконавець».
20 жовтня 2012 шанувальники групи влаштували масовий мітинг в Москві під гаслом «Успокойте наши Нервы!» з метою організувати концерт «Нервы» у столиці Росії. Через кілька днів було анонсовано концерт «В кругу друзей» у Москві й Санкт-Петербурзі. 15 листопада гурт презентував пісню «Свинка-бацилка». 29 листопада вийшов кліп «Вороны». 14 лютого почався тур групи «Нервы! Теплеет! Играем!» 18 лютого було випущено відео на пісню «Перегорели». 25 квітня вийшов кліп «Самая обычная», присвячений побиттю соліста Жені Мільковського.
Влітку 2013 музиканти відіграли концерти в Одесі та в Сочі (РФ), Лазаревському, Севастополі, Анапі (РФ). 1 грудня 2013 в Москві і 7 грудня 2013 року в Санкт-Петербурзі відбулася презентації другого сольного альбому «Я живой»
24 липня 2014 групу покинув бас-гітарист Дмитро Дудка. 25 серпня 2014 хлопці заявили про розрив з продюсерським центром Kruzheva Music, через розбіжності між вокалістом гурту та продюсером.
7 квітня 2015 гурт підписав контракт з російським лейблом «Gazgolder», власником і засновником якого є російський репер Баста, гурт переїхав до Москви. 9 квітня 2015 група презентувала кліп «Здесь ты не была» 21 квітня опублікували альбом «Третье дыхание». 22 жовтня презентували кліп «Не каждый». 30 листопада вийшов кліп «Друзья». 24 грудня презентовано кліп «Счастье» з блогеркою Maria Way.
8 квітня 2016 Владислав Зайченко і Антон Ніженко покинули гурт, 12 квітня Мільковський заявив, що гурт розпався, але згодом відновив існування з новими учасниками. 29 квітня група презентувала кліп «Лампами». 19 травня група презентувала кліп «Слишком влюблен». 2 вересня вийшов альбом «Костёр» з 11 треків. 3 листопада в Москві пройшла презентація акустичного альбому.
У березні 2017 року гурт перестав бути учасником лейблу Gazgolder, але співпраця в рамках спеціальних проєктів з ним продовжилася. 24 березня на концерті в Москві гурт презентував першу частину альбому «Самый дорогой». 6 грудня групу покинув бас-гітарист Євген Трухін.
5 лютого 2018 записали трек «Негативный герой». 27 червня гурт презентував кліп «Школа».
14 лютого 2019 року група презентувала кліп «Самый дорогой человек». 27 лютого на лейблі Navigator Records гурт випустив альбом «Слэм и депрессия», а 25 квітня «Нервы» відіграли концерт-презентацію альбому. 13 вересня 2019 року гурт відправився в тур на підтримку альбому «Слэм и депрессия» по містах Росії, Латвії, Литви, Естонії та України. 1 жовтня було презентовано кліп «Зажигалки». Режисером виступив Євген Мільковський, а в головній ролі знявся Кирило Блідий, лідер гурту «Пошлая Молли». В кінці 2019 гурт повідомив про новий тур «X лет», проте через пандемію COVID-19 тур було відкладено.
21 квітня 2021 року гурт випустив у сьомий студійний альбом під назвою «7», який включає в собі 21 запис.

## Склад
- Євген Мільковський (19 травня 1991) — гітара, вокал.
- Роман Булахов (24 серпня 1992) — соло-гітара, бек-вокал.
- Дмитро Клочков (29 травня 1989) — бас-гітара, бек-вокал.
- Олексій Бочкарьов (23 березня 1996) — барабани.

## Громадянська позиція
2015 року, попри початок російсько-української війни, гурт підписав контракт із російським лейблом Gazgolder, власником якого є проросійський співак Баста, що незаконно відвідував Крим. Далі гурт переїхав до Москви.
Після початку повномасштабного вторгнення, гурт заявив про припинення виступів у Росії. Після цього, гурт було занесено до списку заборонених виконавців у Росії..
У травні 2022 року лідер гурту Мільковський написав першу пісню українською мовою.

## Дискографія

### Альбоми
- «Всё, что вокруг» (22 травня 2012)
- «Я живой» (12 листопада 2013)
- «Третье дыхание» (27 вересня 2015)
- «Костёр» (1 вересня 2016)
- «Самый дорогой, Часть 1» (19 травня 2017)
- «Самый дорогой, Часть 2» (1 грудня 2017)
- «Слэм и депрессия» (27 лютого 2019)
- «7» (7 квітня 2021)

### Кліпи
| Рік  | Назва                 | Альбом                   |
| ---- | --------------------- | ------------------------ |
| 2011 | «Батареи»             | «Всё, что вокруг»        |
| 2011 | «Нервы»               | «Всё, что вокруг»        |
| 2011 | «Радиоволна»          | «Всё, что вокруг»        |
| 2011 | «Глупая»              | «Всё, что вокруг»        |
| 2011 | «Курим»               | «Всё, что вокруг»        |
| 2011 | «Кофе — мой друг»     | «Всё, что вокруг»        |
| 2012 | «Май bye»             | Сингл                    |
| 2012 | «Свинка-Бацилка»      | Сингл                    |
| 2012 | «Вороны»              | «Я живой»                |
| 2013 | «Перегорели»          | «Я живой»                |
| 2013 | «Самая обычная»       | «Я живой»                |
| 2013 | «Турники»             | «Я живой»                |
| 2013 | Sk8                   | «Я живой»                |
| 2015 | ЗТНБ                  | «Третье дыхание»         |
| 2016 | Лампами               | Сингл                    |
| 2018 | Школа                 | «Самый дорогой. Часть 2» |
| 2019 | Самый дорогой человек | «Самый дорогой. Часть 1» |
| 2019 | Зажигалки             | «Слэм и депрессия»       |
| 2020 | Всё будет хорошо      | Сингл                    |
| 2021 | Суицид Моей Веры      | «Самый дорогой. Часть 2» |
| 2021 | Так как надо          | «Слэм и депрессия»       |
| 2021 | Я собираюсь в путь    | «7»                      |

## Нагороди і номінації
| Рік  | Премія                                                      | Категорія                       | Результат  |
| ---- | ----------------------------------------------------------- | ------------------------------- | ---------- |
| 2012 | Премія муз-тв 2012                                          | Прорив року                     | номінація  |
| 2012 | MTV Europe Music Awards 2012                                | Найкращий російський виконавець | номінація  |
| 2012 | ZD AWARDS 2012                                              | Прорив року                     | номінація  |
| 2012 | Премія за досягнення в області рок-н-ролла «Чартова дюжина» | Пісня («Ворони»)                | номінація  |
| 2012 | Премія за досягнення в області рок-н-ролла «Чартова дюжина» | Альбом («Все, що навколо»)      | номінація  |
| 2012 | Премія за досягнення в області рок-н-ролла «Чартова дюжина» | Соліст (Євген Мільковський)     | номінація  |
| 2012 | Премія за досягнення в області рок-н-ролла «Чартова дюжина» | Злом                            | очікується |